# 褐斑歧脊沫蟬
褐斑歧脊沫蟬（学名：Jembrana daitoensis）为尖胸沫蟬科歧脊沫蟬屬下的一个种。